# Basedow (Lauenburgo)
Basedow é um município da Alemanha, distrito de Lauenburgo, estado de Schleswig-Holstein.